# صدف جافر
وُلدت صدف جافر في 1983 وهي سياسية وباحثة أمريكية. جافر هي عمدة مونتغوميري تاونشب، نيوجيرسي منذ 3 يناير 2019، وهي أول امرأة من أصول جنوب آسيوية تخدم كعمدة في ولاية نيوجيرسي. انتُخبت جافر في البداية كعضوة في مجلس مونتغوميري تاونشب في 2017. جافر هي باحثة أيضا ما بعد الدكتوراه في معهد برنستون للدراسات المحلية والدولية.

## النشأة والتعليم
وُلدت جافر في شيكاغو لمهاجرين مسلمين من باكستان. تحصلت على درجة البكالوريوس من مدرسة الخدمة الأجنبية في جامعة جورجتاون والدكتوراه من جامعة هارفارد.

## العائلة
تزوجت جافر من داينل شيفيلد، وهو أستاذ مساعد في قسم دراسات الشرق الأدنى في برنستون. تقابلا في هارفارد وتزوجا في 2011 ولديهما طفل واحد.